# Tsagueri
Cageri (em georgiano:  ცაგერი) é uma cidade na Geórgia, localizada na região de Racha-Lechúmia e Baixa Suanécia, no oeste do país e que serve de centro administrativo do distrito homônimo. A cidade está localizada a 475m acima do nível do mar, na margem direita do rio Tsquenis-Tscali, um afluente do Rioni.

## História
Na Geórgia medieval, Tsagueri era uma sé episcopal, com uma catedral descrita pelo geógrafo do início do século XVIII Vakhushti "a cúpula da igreja de Tsagueri, construída soberbamente". O design de três naves da basílica foi significativamente alterado por restauradores no final do século XIX. As pinturas originais nas paredes, incluindo os retratos da rainha Tamara I da Geórgia e seu filho Jorge IV, também se perderam neste processo.
Sob o Império russo e no início do governo soviético, Tsagueri funcionou como um centro administrativo do uyezd Lechkhumi. Ela adquiriu o status de cidade em 1968.

## Cultura e religião
Há uma residência para o bispo da Igreja Ortodoxa da Geórgia em Tsagueri. Um museu local exibe alguns milhares de artefatos arqueológicos desenterrados na região.
Próximo à Tsagueri estão as ruínas da fortaleza medieval de Muris-Tsikhe, que pode ter sido o local de exílio e morte do teólogo cristão Máximo, o Confessor (ca. 580 - 662). Ainda há um mosteiro dedicado à São Máximo. Também nas redondezas estão as cavernas Khvamli onde, segundo as fontes medievais, está o tesouro dos reis da Geórgia. Elas foram listadas entre os monumentos nacionais da Geórgia e têm atraído cada vez mais interesse acadêmico.